# Glass no Kamen
Glass no Kamen (ガラスの仮面, Garasu no Kamen), ou Glass Mask, est un shōjo manga écrit et dessiné par Suzue Miuchi. Il a été prépublié entre 1976 et 1997 dans le magazine Hana to yume, et est prépublié depuis 2008 dans le magazine Bessatsu Hana to yume de Hakusensha et a été compilé en 49 tomes. Aucun éditeur français n'en a acheté les droits à ce jour.
Ce manga a été adapté à de multiples reprises : il a inspiré deux séries d'anime, des OAV et deux saisons de drama. C'est la première série animée qui est connue en France sous le nom Laura ou la Passion du théâtre, qui a été diffusé sur La Cinq dans Youpi! L'école est finie en 1988, sur TMC dans Récré Kids en 1995, en 1997 sur AB cartoons, de 1998 à 2004 sur Mangas, et mars 2004 sur France 5 dans l'émission Bonsoir les Zouzous.
Il raconte l'histoire de Maya, une jeune fille passionnée par le théâtre et décidée à y vouer sa vie, sur un fond de romance. Le titre de l'œuvre fait allusion au « masque de verre » que tous les acteurs doivent porter sur scène pour dissimuler leurs sentiments personnels au profit de leur rôle, selon les dires du mentor de Maya.

## Histoire
Kitajima Maya (Laura dans la version française) est une collégienne qui s'intéresse depuis toujours au théâtre et au jeu d'acteur. Elle semble avoir elle-même un don pour imiter les acteurs qu'elle voit, ce qui la fait remarquer par Mme Tsukikage Chigusa (Mme de Saint-Fiacre en français), une ancienne vedette de théâtre défigurée à la suite d'un accident, qui dirige une prestigieuse compagnie théâtrale. En dépit de la difficulté de la formation qu'elle suit sous la férule de Mme Tsukikage et de la compétitivité à la fois féroce et amicale de sa rivale Himekawa Ayumi (Sidonie en français), Maya garde l'espoir de jouer un jour le rôle de la « Nymphe écarlate » (Kurenai Tenyo), rôle immortalisé par Mme Tsukikage et que cette dernière n'a jamais autorisé personne à interpréter. On dit que ce rôle est le plus difficile qui soit, car pour le jouer, il faut oublier qu'on est un être humain.
Maya reçoit le support d'une mystérieuse personne qui l'encourage avant comme parfois après les représentations, en lui envoyant des bouquets de roses de couleur mauve accompagnées d'un mot d'encouragement, tous signés de la même manière « de ton fan » et cette personne, en restant dans l'ombre, va également lui financer intégralement sa scolarité et l'appuyer par des aides diverses et variées. Ce mystérieux « fan aux roses mauves » (murasaki no bara no ito) n'est autre qu'un homme, le vice-président de la Daito Entertainment, un personnage qui, en public, se montre froid, cruel, prêt à toutes les bassesses pour s'emparer des droits de la pièce de Mme Tsukikage et que Maya hait du plus profond de son cœur, mais qui est en fait sous son masque de glace une personne gentille et attentionnée qui est tombée amoureux de la jeune fille en dépit de leur différence d'âge de 11 ans. Son nom : Hayami Masumi (Maxime d'Arcy en français). Ce dernier, vers les derniers volumes, sera fiancé à Shiori, une jeune femme que son père veut lui faire épouser de force pour assurer l'avenir financier de la Daito. Jalouse de Maya, Shiori se révèlera de nature très vicieuse et prête à tout pour conserver Masumi.
Maya va découvrir la jalousie des autres acteurs et le monde sans pitié du spectacle, au moment où elle finira victime d'un complot monté par Norie Otobe, faux nom d'une actrice remplacée au pied levé par Maya auparavant (sans être à l'origine de ce renvoi ni du choix porté sur elle) et qui rêve de se venger. Norie finira par réussir à profiter de la mort de la mère de Maya et de la tristesse de celle-ci qui l'empêche de jouer convenablement, pour monter un nouveau traquenard qui la fera mettre sur une liste noire du monde du spectacle. Ayant retrouvé sa capacité à jouer et surmonté sa tristesse, Maya reprend ses rôles mais en repartant du bas de l'échelle (une pièce jouée seule dans un lycée, puis elle s'intègre à un groupe lycéen de théâtre, avant de rejoindre les autres troupes plus reconnues et finir à égalité avec Ayumi.
Ayumi est la rivale de Maya mais peut être aussi considérée comme sa meilleure amie : leur rivalité est empreinte d'honneur et de respect, voire d'admiration pour les talents de l'autre en même temps qu'une certaine peur. Seule Ayumi reconnaît les talents de Maya comme étant dignes d'une rivale pour elle depuis le premier tome du manga, là où les autres ne pensaient qu'à se moquer de l'inexperience de la jeune fille. Cette amitié poussera Ayumi à venger Maya de Norie Otobe après la chute de Maya du monde du spectacle. Engagée pour jouer Carmilla dans la pièce du même nom, Ayumi prend donc le rôle secondaire de l'héroïne joué par Norie et par son jeu de scène, la vainc complètement en lui volant le regard des spectateurs, lui montrant que copier Maya n'est pas l'égaler car Maya aurait réussi à faire en sorte que toutes les deux aient attiré l'intérêt.

## Personnages

### Personnages principaux
- Maya Kitajima : elle est l'héroïne de l'histoire. Jeune fille pauvre et généralement maladroite mais particulièrement douée pour le théâtre, elle est prête à tout pour réaliser son rêve de monter sur scène, y compris à subir la dure formation que lui dispense Mme Tsukikage et à quitter sa mère, la seule famille qui lui reste.

- Masumi Hayami : il est l'héritier d'une grande compagnie de production, Daito. L'un de ses principaux objectifs vise à racheter à Mme Tsukikage les droits de la pièce La Nymphe écarlate afin de la monter, selon le vœu de son père adoptif. Maya, tout comme la plupart des gens, le perçoit comme un homme froid et même cruel, mais à son insu, il n'est autre que l'admirateur secret qui lui envoie des roses mauves.

- Ayumi Himekawa : elle est la fille d'une célèbre actrice et d'un grand producteur de cinéma. Jeune fille belle et fière, elle tient à ne pas se reposer sur la célébrité de ses parents, et devient par elle-même très douée pour le théâtre. C'est la grande rivale de Maya tout au long de l'histoire, mais c'est une rivale honorable ne recourant jamais à des coups bas, elle affronte Maya à la loyale.

- Chigusa Tsukikage : elle a été une grande actrice, particulièrement connue pour avoir joué le rôle-titre d'une pièce mythique, La Nymphe écarlate. Depuis l'accident qui l'a défigurée, la pièce n'est plus jouée, Mme Tsukikage en détenant les droits d'exploitation ; elle ne veut voir rejouer la pièce que lorsqu'elle aura trouvé une jeune fille au moins aussi douée qu'elle pour lui succéder dans le rôle. Voyant Maya comme une candidate potentielle, elle s'offre comme mentor à la jeune fille, et n'hésite pas à la manipuler parfois pour orienter sa vie dans la direction correspondant à son but.

- Yû Sakurakôji : il est un acteur appartenant à la troupe Ondine, tout comme Ayumi. Tombé amoureux de Maya, il cherche à être son partenaire dans plusieurs pièces de théâtre. Il désespère de n'être considéré que comme un ami, mais ne renonce pas, même s'il se résigne à avoir une autre petite amie quelque temps.

### Personnages secondaires
- Membres de la troupe Tsukikage
- Membres de la troupe Ondine
- Autres acteurs et employés de théâtre
- Parents d'Ayumi et mère de Maya
- Employés de Masumi

### Correspondance entre noms japonais et noms français
| Japonais                     | Français              |
| ---------------------------- | --------------------- |
| Maya Kitajima (北島マヤ)     | Laura Nessonier       |
| Masumi Hayami (速水真澄)     | Maxime Darcy          |
| Ayumi Himekawa (姫川亜弓)    | Sidonie Lecuyer       |
| Chigusa Tsukikage (月影千草) | Chloé de Saint-Fiacre |
| Yû Sakurakôji (桜小路優)     | Yann Chamberlain      |

## Pièces de théâtre mentionnées dans l'histoire
Dans Glass no Kamen, la passion de Maya pour le théâtre n'est pas qu'un vague cadre servant de prétexte à la narration d'une romance, chaque nouvelle pièce jouée fournit l'occasion à l'auteur de la faire découvrir au lecteur, de manière plus ou moins développée selon l'impact de la pièce de théâtre en question sur le développement de l'histoire.

### Rôles de Maya
- Pièce : La Plus Belle Fiancée du royaume.

Rôle : Bibi, la folle du village.
- Pièce : Les Quatre Filles du docteur March, d'après un roman de Louisa May Alcott publié en 1868.

Rôle : Beth, la fille la plus réservée.
- Pièce : Takekurabe (たけくらべ, littéralement Grandir), d'après un roman d'Ichiyō Higuchi publié en 1895.

Rôle : Midori, le personnage principal, une apprentie geisha.
- Pièce : Gina et les Cinq Pots bleus, d'après un conte japonais.

Rôle : Gina, dans un monologue.
- Film: Mémoires d'une innocente jeunesse.

Rôle : Figurante, une patiente handicapée anonyme.
- Pièce : Amour dans le vieux château.

Rôle : la Reine, froide et charismatique.
- Pièce : La Rivière des femmes.

Rôle : Tazu, une fille venue de la campagne un peu simple s'occupant du bébé.
- Pièce : Les Hauts de Hurlevent, d'après un roman d'Emily Brontë publié en 1847.

Rôle : Catherine Earnshaw, le personnage principal, à l'époque où elle est encore jeune fille.
- Pièce : Le Sourire de porcelaine.

Rôle : la poupée, parfaitement inanimée.
- Pièce : Le Cerisier des festins divins.

Rôle : Chie.
- Pièce : Miracle en Alabama, écrit en 1957 par William Gibson.

Rôle : Helen Keller, le personnage principal, une fille aveugle, sourde et muette.
- Feuilleton: La Lumière du ciel.

Rôle : Satoko Tanuma, une jeune fille progressiste et audacieuse.
- Film: La Jungle blanche.

Rôle : Mio Fujimura, le personnage principal, une jeune fille déterminée et enjouée.
- Pièce : Shangri-La.

Rôle : Lyla, le personnage principal, une femme immortelle.
- Pièce : Des fruits en or.

Rôle : Marge, une fille de fermier espiègle.
- Pièce : L'Histoire de la princesse Yasha.

Rôle : Toki.
- Pièce : Bianca, femme pirate.

Rôle : Bianca, une princesse italienne devenue pirate, dans un monologue.
- Pièce : Le Passage de la pluie.

Rôle : Hiromi, une lycéenne ordinaire, dans un monologue.
- Pièce : Mon Invention 707, Ma Chère Olympia, inspiré du ballet Coppélia créé par Arthur Saint-Léon en 1870.

Rôle : Lulu, une femme-robot mal programmée.
- Pièce : Songe d'une nuit d'été, écrit par William Shakespeare en 1595.

Rôle : Puck, un lutin malicieux au service d'Obéron.
- Pièce : Les Deux Princesses, inspiré de légendes nordiques.

Rôle : Aldis, la jeune princesse bonne et pure.
- Pièce : La Sauvagerie oubliée.

Rôle : Jane, une jeune fille ayant grandi comme une louve.

### Rôles d'Ayumi
- Pièce : Madame Rose Blanche.

Rôle : la fille de madame Rose Blanche.
- Pièce : Takekurabe (たけくらべ, littéralement Grandir), d'après un roman de Ichiyō Higuchi publié en 1895.

Rôle : Midori, le personnage principal, une apprentie geisha.
- Pièce : Un château de cendres.

Rôle : Miya, une fille de samouraï conservant sa noblesse en dépit de la déchéance de sa famille.
- Pièce : Le Prince et le Pauvre, d'après un roman de Mark Twain publié en 1882.

Rôle : les deux rôles principaux, à la fois Edward, le prince, et Tom, le pauvre.
- Pièce : Le Cerisier des festins divins.

Rôle : Tsukiyo.
- Pièce : Miracle en Alabama, écrit en 1957 par William Gibson.

Rôle : Helen Keller, le personnage principal, une fille aveugle, sourde et muette.
- Feuilleton: Mémoire d'un arc-en-ciel.

Rôle : Seiko, une jeune femme amnésique.
- Pièce : Carmilla, d'après un roman de Joseph Sheridan Le Fanu publié en 1871.

Rôle : Carmilla, la vampire.
- Pièce : L'Histoire de la princesse Yasha.

Rôle : Yasha,le personnage principal.
- Pièce : Juliette, d'après la pièce Roméo et Juliette écrite par William Shakespeare en 1595.

Rôle : Juliette, dans un monologue.
- Pièce : Les Deux Princesses, inspiré de légendes nordiques.

Rôle : Origeld, l'aînée des princesses, froide et amère.

### Autres
- Pièce : La Traviata, d'après l'opéra de Giuseppe Verdi créé en 1853.

- Comédie musicale : Isadora, basée sur la vie de la danseuse américaine Isadora Duncan.

## Publications et diffusions

### Manga
Le manga débute au Japon en 1976 dans le magazine shōjo Hana to yume publié par l'éditeur Hakusensha. Le premier volume relié est publié en mars 1976. Sa publication fut longtemps en suspens ; les derniers volumes de l'histoire commençaient à développer les intrigues par rapport au matériel prépublié, puis dans le dernier volume s'en éloignent finalement presque complètement. Le matériel prépublié contenait 2000 pages supplémentaires qui correspondaient aux volumes 43 à 51, mais que l'auteur refusait de republier sous une forme tankobon car, n'aimant plus cette version de l'histoire, elle avait décidé de la modifier intégralement. Les prépublications s'étaient alors arrêtées mi-1997, le volume 41 est sorti en 1998 et le volume 42 en 2004.
En juillet 2008, la série est de retour dans le magazine Bessatsu Hana to yume et reprend là où le 42e volume s'arrête. Le tome 43 est alors publié en janvier 2009, et 49 tomes sont sortis en octobre 2012. En septembre 2014, l'auteure déclare que la série approche de la fin.
Une édition de luxe au format bunkoban de Glass no Kamen comptant 23 volumes de 350 pages est sortie entre 1994 et 1998, regroupant les 41 premiers volumes,. Chaque couverture de cette édition présente une illustration de la pièce de théâtre qui est jouée par Maya dans le tome en question (pour le tome 1, c'est Little Women (Les Quatre Filles du docteur March)). Depuis la reprise de la série en 2008, la suite de l'édition de luxe est publiée depuis janvier 2010.

### Séries animées
Il existe trois séries animées de Glass no Kamen.

#### 1984
La première, produite par Eiken en 1984, contient 23 épisodes. Elle a été diffusée en France (sous le nom de Laura ou la Passion du théâtre) et en Italie (sous le nom de Il grande sogno di Maya). Elle reprend l'histoire jusqu'au volume 13 a peu près. Les premiers épisodes de la série adaptent succinctement les premiers épisodes du manga en passant outre aux qualités de Maya à adopter facilement les masques des personnages mais en insistant sur sa passion du théâtre, ce qui donne l'impression que Tsukikage n'a choisi Maya, non pour ses qualités innées pour le théâtre qu'elle compte travailler et réveiller complètement, mais uniquement pour sa passion. Ce qui donne une fausse idée aux téléspectateurs de la vraie nature de la série. Une seule phrase prononcée dans le premier épisode traite des qualités de Maya au début de la série.

##### Liste des épisodes
| Ép.                                                                                     | Titre français              | Titre japonais         | Titre japonais           | Date de 1re diffusion |
| Ép.                                                                                     | Titre français              | Kana                   | Rōmaji                   | Date de 1re diffusion |
| --------------------------------------------------------------------------------------- | --------------------------- | ---------------------- | ------------------------ | --------------------- |
| 1                                                                                       | Naissance d'une passion     | 春の嵐                 | Haru no arashi           | 9 avril 1984          |
| 2                                                                                       | Les roses bleues            | 紫のバラの人           | Murasaki no bara no hito | 16 avril 1984         |
| 3                                                                                       | Rivalité                    | 美しいライバル         |                          | 23 avril 1984         |
| 4                                                                                       | Laura abandonne             | 孤独な戦い             |                          | 30 avril 1984         |
| 5                                                                                       | Le narcisse impérial        | ふたりの美登利         | Futari no Midori         | 7 mai 1984            |
| 6                                                                                       | Malveillance                | 全国大会のワナ         |                          | 14 mai 1984           |
| 7                                                                                       | Seule en scène              | たったひとりの舞台     |                          | 21 mai 1984           |
| 8                                                                                       | Une autre vie               | 真澄の熱い想い         |                          | 28 mai 1984           |
| 9                                                                                       | Premier film                | 初めての映画出演       |                          | 4 juin 1984           |
| 10                                                                                      | Nouvelle rencontre          | 新しい試練             |                          | 11 juin 1984          |
| 11                                                                                      | Un talent envahissant       | 舞台あらし             |                          | 18 juin 1984          |
| 12                                                                                      | À la rencontre de Katherine | わたしはキャサリン     | Watashi wa Kyasarin      | 25 juin 1984          |
| 13                                                                                      | Katherine et Heathcliff     | 恋はモザイクもよう     |                          | 2 juillet 1984        |
| 14                                                                                      | Un nouveau rôle             | 新しい役は人形         |                          | 9 juillet 1984        |
| 15                                                                                      | Le sourire de porcelaine    | ようこそ! 地下劇場へ!! |                          | 16 juillet 1984       |
| 16                                                                                      | Laura joue les remplaçantes | 母の面影               |                          | 23 juillet 1984       |
| 17                                                                                      | Improvisation miracle       | 紫のバラの人はどこに   |                          | 30 juillet 1984       |
| 18                                                                                      | Cet obscur silence          | ヘレンへの挑戦         |                          | 6 août 1984           |
| 19                                                                                      | Une audition difficile      | 白熱のオーディション   |                          | 20 août 1984          |
| 20                                                                                      | Les deux Hélène             | 二人のヘレン           |                          | 3 septembre 1984      |
| 21                                                                                      | Duel théâtral               | 助演女優賞候補!!       |                          | 10 septembre 1984     |
| 22                                                                                      | L'inconnu démasqué          | 新しい扉               |                          | 17 septembre 1984     |
| 23                                                                                      | (Pas doublée)               | わたしのマヤ           | Watashi no Maya          | 24 septembre 1984     |
| L'épisode 23, est un résumé de la série. Il n'a pas été doublé et n'existe qu'en VOSTF. |                             |                        |                          |                       |

#### 1998
En 1998, TMS Entertainment a produit un remake des sept premiers épisodes de la série de 1984. Cette mini-série s'arrête sur la victoire ex-æquo des théâtres Ondine (rivale de Tsukikage, et compagnie appartenant a Daito (donc à Hayami Masumi)) et Tsukikage, qui ont joué la même pièce de théâtre (Takekurabe d'après le roman de Higuchi Ichiyo) avec Ayumi dans le rôle de Midori pour Ondine et Maya dans le même rôle pour Tsukikage.

#### 2005
TMS Entertainment produit depuis 2005 une nouvelle série télévisée, reprenant à partir du début l'histoire originale. Cette série va pratiquement jusqu'au bout du manga, s'arrêtant au milieu du tome 41 sur les 42 publiés. Cependant les passages trop humoristiques du manga (qui peuvent faire la moitié d'un tome) sont soit gommés entièrement soit adoucis.

### Drama
Le manga a également été adapté en drama de 11 épisodes en 1997, avec dans les rôles principaux :
- Yumi Adachi (Kitajima Maya)
- Megumi Matsumoto (Himekawa Ayumi)
- Seiichi Tanabe (Hayami Masumi)

Une seconde saison de 12 épisodes est sortie en 1998, puis un épisode spécial servant de conclusion à la série est diffusé en 1999. Le rôle d'Ayumi Himekawa est confié à une autre actrice pour cet épisode final.
Seul le live action drama contient une fin approuvée par l'auteur et tournée dans un special ending de 95 minutes que l'on peut considérer comme l'épisode 24 du drama qui reprenait également les derniers volumes publiés alors.

## Distinctions
En 1995, le manga reçoit le Prix d'Excellence de l'Association des auteurs de bande dessinée japonais.

### Documentation
- Paul Gravett (dir.), « De 1970 à 1989 : Glass no Kamen », dans Les 1001 BD qu'il faut avoir lues dans sa vie, Flammarion, 2012 (ISBN 2081277735), p. 365.